# Amicale sportive vauréenne
Pour les articles homonymes, voir ASV.
Maillots
Actualités
L'Amicale sportive vauréenne (ASV Lavaur) est un club français de rugby à XV fondé en 1906 et basé à Lavaur dans le département du Tarn. Il évolue actuellement en Fédérale 1.

## Histoire

### Fondation du club
C'est en 1906 que le Rugby arrive dans la cité vauréenne avec la création du premier club, le Sporting Club Vauréen. Après trois années d'existence, le club fut dissout et remplacé par l'Union sportive vauréenne. Et c'est cette dernière qui permit à Lavaur de remporter son premier titre de champion lors de la saison 1912/1913 : champion des Pyrénées 4e série. De cette époque, très peu de résultats subsistent et seule une photo d'équipe de la saison 1920/1921 nous rappelle aux bons souvenirs des pionniers du rugby vauréen.

### Changement de nom et nouveau départ
C'est en 1926 que le club voyait le jour sous son appellation actuelle Amicale sportive vauréenne. Le siège se trouvait au Café Batut et Louis Cloup en fut le premier
président. Pour mettre en valeur les couleurs de la ville, l'ASV adopta le rouge et le bleu qui sont ce jour encore les couleurs officielles du club.

### De l'après-guerre aux années 1970

#### Premiers succès au niveau régional
En 1948, Raoul Lacouture, maire de Lavaur, inaugure le stade municipal, Avenue Jacques Besse, qui restera jusqu'à l'aube de la saison 2009-2010 le théâtre des joutes rugbystiques de l'ASV. Dès les premières années d'existence, ce stade allait connaître l'une des plus fantastiques génération de rugbymen. Champion des Pyrénées 3e série et demi-finaliste du championnat de France (1949), puis champion de France 2e série (1949-1950, 6e division) conquis après une rude bataille face aux Savoyards d'Ugine. Pour fêter ce premier titre, 5 000 personnes sont venues assister à un match de gala au stade municipal entre l'ASV et le Castres olympique (champion de France 1re division). La saison suivante, l'épopée continuera avec un titre de Champion des Pyrénées Honneur et une demi-finale de championnat de France. 

#### Instabilité sportive dans les années 1950 et 1960
Durant les années 1955 et 1960, le club allait connaître des hauts (accession en 2e division) puis une période plus délicate ponctuée de descentes et de démissions du bureau.

#### La Présidence Marcel Desprats, renouveau de l'ASV
Au début des années 1960, sous la houlette de l'ex-président graulhétois, Marcel Desprats, le club reprenait sa marche en avant et sa quête de titres. Finaliste du championnat des Pyrénées en 1960-1961, puis champion des Pyrénées 2e série en 1964-1965, face à l'Aviron castrais, puis enfin un titre de champion des Pyrénées en 1967-1968 pour l'équipe réserve.

### La montée en Fédérale 1
Depuis 1970, l'ASV allait durablement s'installer dans les divers championnats de France de 3e division puis fédérales. En dépit de résultats honorables, aucun titre ne vint cependant garnir la vitrine du club. Au terme de la saison 1988-1989, l'ASV allait une nouvelle fois accéder à une finale de championnat de France en 3e division avant d'accéder jusqu'au Groupe B lors de la saison 1993-1994.
C'est durant ces années que le travail de formation commence à porter ses fruits. Vainqueur de trois Coupes de Provinces (1991, 1996, 1997), le club verra l'éclosion de jeunes talents qui deviendront des grands noms du rugby français : Emile et Francis N'Tamack, Bruno et Johan Dalla Riva, Christophe Guiter et Rémy Vigneaux.

### Lavaur et l'élite amateur
À l'aube du XXIe siècle, grâce à l'aide financière des Laboratoires Pierre Fabre (propriétaire également du Castres Olympique depuis 1988), l'ASV reprend sa marche en avant avec à sa tête deux entraineurs charismatiques. 

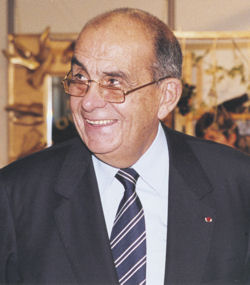
Pierre Fabre (1926-2013), fondateur des Laboratoires pharmaceutiques, mécène du CO et de l'ASV.

#### L'ère Hallinger (2001-2009)
Nicolas Hallinger, ancien capitaine du Castres Olympique, et Francis Was reprenaient un jeune groupe, encadré par quelques anciens. L'ASV évoluait en Fédérale 2.

#### Montée en Fédérale 1 (2004)
Au terme d'une rencontre au suspens insoutenable en 2004 face à Argelès, Lavaur va conquérir le droit d'évoluer au sein de l'élite amateur du rugby français : la Fédérale 1.

#### Vainqueur du Challenge Yves du Manoir en Fédérale 1 (2009)
Alors que lors des précédentes éditions, l'ASV s'était qualifié pour les phases finales du Trophée Jean Prat, la saison 2008-2009 verra les Vauréens disputer la phase play-down. Après avoir éliminé Lille, Saint-Nazaire et Montluçon, l'ASV retrouvait en finale Nice. C'est à Bédarrides que l'ASV s'imposa sur le score étriqué de 16 à 10.

### L'ère Bonello (2016-2019)

#### Vainqueur du Trophée Jean-Prat en Fédérale 1 (2018)
L'ASV est champion de France de Fédérale 1. Les Vauréens des entraîneurs Mathieu Bonello et
Alexandre Albouy, renforcé par le pilier All Black Saimone Taumoepeau et Ibrahim Diarra, tous les quatre anciens du Castres olympique, gagnent la finale de Fédérale 1 in extremis 24-21 en 2018 contre Trélissac au stade Jacques Fouroux à Auch dans le Gers.
Les supporters Vauréens accueillent les champions de France avec le bouclier de Fédérale à Lavaur. 
Malgré le titre en 3e division amateure, l'ASV ne peut pas prétendre à l'accession en ProD2 en raison de moyens financiers limités et d'infrastructures non conformes aux exigences d'accueil du public en division professionnelle.

#### Échec en phase finale et départ de l'entraîneur (2019)
En 2018-2019, Mathieu Bonello annonce son départ pour Massy la prochaine saison. Lavaur est éliminé en phase finale face au Stade Niçois lors du match retour malgré une belle victoire à l’aller.
Nicolas Hallinger retourne entraîner l'ASV.

### La co-présidence Martinez et Maronèse

#### Arrêt de la Fédérale 1 à cause du Covid (2020)
Le championnat de France de Fédérale 1 est interrompue en 2020 à cause de la pandémie de coronavirus en France. Patrice Martinez et Guy Maronèse sont les  nouveaux présidents de l'ASV en juillet 2020.

#### Lavaur en grande difficulté sportive en Fédérale 1 entre 2021 et 2024
Lavaur joue le maintien pendant 3 saisons. En effet, l'ASV de l'entraîneur Nicolas Hallinger est avant-dernier de la poule de Fédérale 1 lors de la saison 2021-2022 avec notamment deux défaites lors des derbys tarnais contre Mazamet et Graulhet. Lavaur souffre d'un changement de staff, de dirigeants et de joueurs. Le maintien est obtenu in extremis. 
Les Vauréens jouent encore le maintien et sont 10e au classement de la Fédérale 1 lors la saison suivante en 2022-2023 grâce à un précieux succès obtenu, à l'extérieur, dans le derby tarnais contre le SC Mazamet (20-17) au stade de la Chevalière. Lavaur se maintient en Fédérale 1 grâce à sa victoire contre Valence d'Agen (20-19).
Après 3 saisons où Lavaur joue le maintien, la saison 2023-2024 semble annoncer un redressement. Avec un jeu débridé, l'ASV s'impose cinq fois loin de ses bases (Gaillac, Fcttt, Layrac, Mazamet et Pamiers (par forfait)), mais son inconstance à domicile avec six défaites lui coute une possible qualification largement dans ses cordes, et termine huitième de sa poule.

#### Relégation de l'ASV en Fédérale 2 (2025)
En 2024-2025, Lavaur démarre la saison, plein d'espoir et vise légitimement une qualification qui lui a échappé de peu la saison précédente. Très peu de départ, et quelques arrivées de poids pour renforcer le pack, laisse augurer d'une belle saison, mais la lourde défaite lors du premier match contre l'Isle-Jourdain traumatise le groupe qui ne s'en relèvera pas ! Avec un seul succès après la 6e journée, l'ASV est dernier de la Fédérale 1. Pour relancer la machine et sauver les meubles, les entraîneurs sont limogés et remplacés temporairement par les joueurs Gaëtan Bertrand, trois-quarts centre et capitaine de l'ASV, et Gianni Gaillard. Les Vauréens s'inclinent dans le derby contre l'UA Gaillac et se voient rétrogradés en Fédérale 2.

### Lavaur retrouve la Fédérale 2 pour la saison 2025-2026
Pendant 20 ans, l'ASV a été une place forte de la Fédérale 1, hormis un incident de parcours en 2013-2014 où le club avait fait un aller-retour en Fédérale 2 (l'occasion de s'offrir deux finales de championnat de France pour l'équipe première et la réserve contre le même club: Strasbourg). L'ASV se retrouve donc à l'échelon inférieur avec la ferme intention de retrouver son rang, mais sans non plus se précipiter ! Les entraineurs Gaetan Bertrand et Gianni Gaillard sont reconduits dans leur fonction avec pour mission de reconstruire un groupe en s'appuyant sur la formation vauréenne ! 

## Palmarès

### Détail du palmarès
- Trophée Jean-Prat :
  - Vainqueur (2) : 2009 et 2018

### Finales disputées
| Date de la finale | Division          | Vainqueur     | Score   | Finaliste              | Lieu de la finale                        |
| ----------------- | ----------------- | ------------- | ------- | ---------------------- | ---------------------------------------- |
| 1950              | 2e série          | AS Lavaur     | 11 - 0  | AS Ugine               |                                          |
| 1969              | 2e série          | Saint-Vallier | 8 - 6   | AS Lavaur              | Stade Pierre-de-Coubertin, Châteaurenard |
| 1989              | 3e division       | Fleury d'Aude | 26 - 12 | AS Lavaur              | Stade Albert-Domec, Carcassonne          |
| 10 janvier 2009   | Trophée Jean-Prat | AS Lavaur     | 16 - 10 | Rugby Nice Côte d'Azur | Bédarrides                               |
| 21 juin 2015      | Fédérale 2        | RC Strasbourg | 50 - 23 | AS Lavaur              | Stade de la Libération, Givors           |
| 28 juin 2018      | Trophée Jean-Prat | AS Lavaur     | 24 - 21 | SA Trélissac           | Stade Jacques-Fouroux, Auch              |

## Infrastructures
L'ASV évolue au stade Joseph-Dalla-Riva, baptisé en 2023 du nom de l'ancien rugbymen passé par l'US Carmaux et l'AS Lavaur puis ancien conseiller général du Tarn. 
Anciennement appelé stade des Clauzades, la tribune principale a été rénovée par la mairie de Lavaur durant les années 2010.

## Personnalités du club

### Présidents
- Louis Cloup
- Marcel Desprats
- René Catala
- -2009 Gilbert Fabriès
- 2009-2012 : Philippe Giraud - Alexandre Martinez
- 2012-2017 : Alexandre Martinez
- 2017-2019 : Thierry Jarlan - Jacques Moynet
- 2019-2020 : Arthur Jamin
- 2020-     : Guy Maronèse - Patrice Lopez

### Joueurs emblématiques

#### Français
- Christian Rouch
- Daniel Revallier
- Francis Ntamack
- Émile Ntamack
- Christophe Guiter
- Bruno Dalla-Riva
- Johan Dalla Riva
- Alexandre Albouy
- Rémy Vigneaux
- Ibrahim Diarra

#### Étrangers
- Esteban Lozada
- Saimone Taumoepeau
- Johan Bensalla

### Entraîneurs
- Nicolas Hallinger
- Philippe Carayon et Patrice Giry
- Philippe Carayon et Philippe Laurent
- Nicolas Hallinger et Philippe Sirven
- Rémy Ladauge et Jérome Vincent (2014-2016)
- Mathieu Bonello (2016-2017)
- Mathieu Bonello et Alexandre Albouy
- Nicolas Hallinger et Alexandre Albouy
- Julien Lauvernet et Cedric Fourtine (2022 - 2024)
- Gaetan Bertrand et Gianni Gaillard (2024- ?)